# ジョン・キャシディ (芸術家)

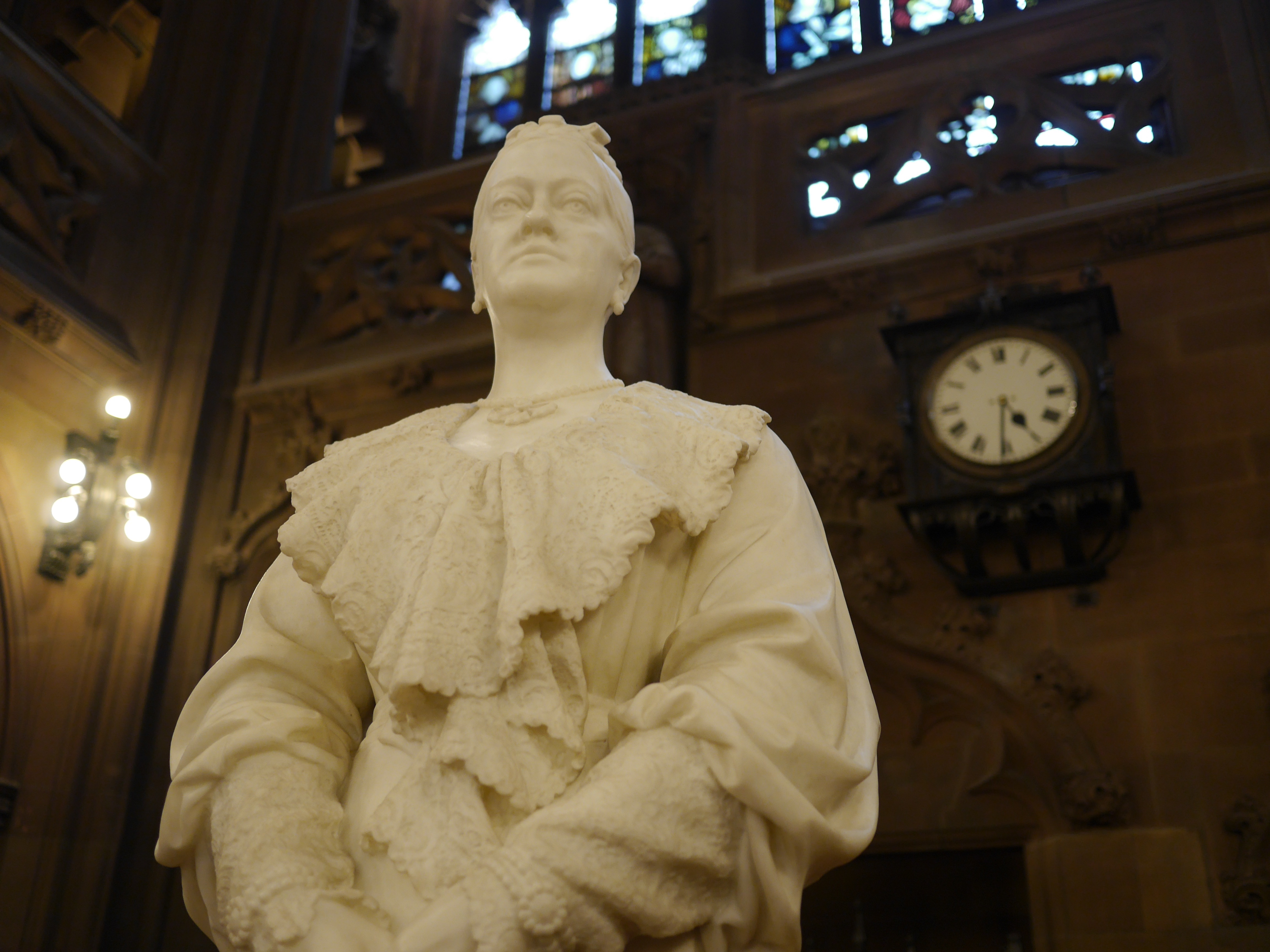
エンリケタ・ライランズの像、ジョン・ライランズ図書館、マンチェスター

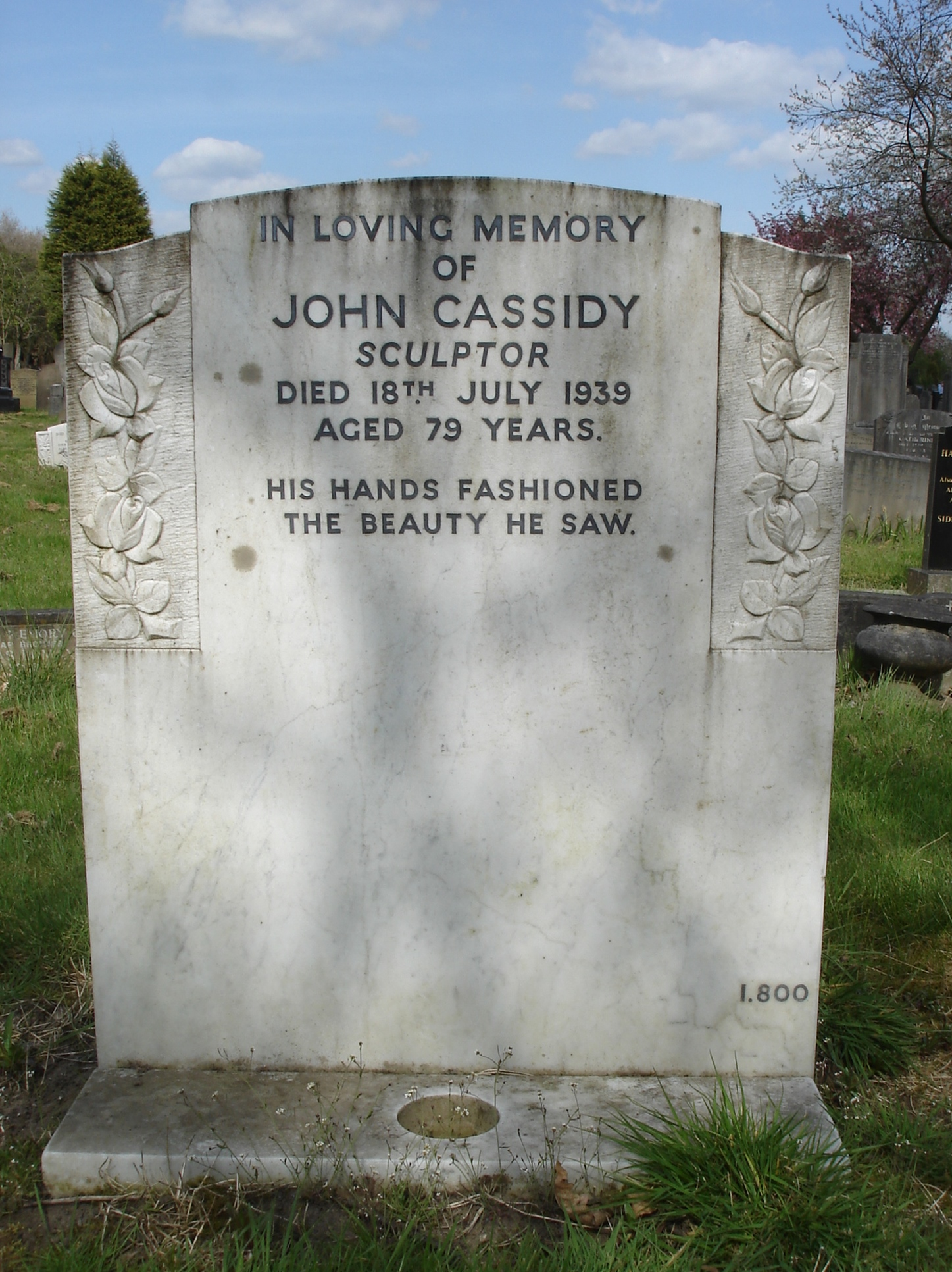
キャシディの墓碑

ジョン・キャシディ（英語: John Cassidy, 1860年1月1日 - 1939年7月19日）はイギリスのマンチェスターで活動し、多くの公共施設の彫刻を制作したアイルランドの彫刻家・画家である。

## 人生
キャシディは1860年1月1日、アイルランドのミーズ県スレーンのリトルウッド・コモンズで生まれた。20歳でダブリンに移り住み求職し、そこで夜の美術教室に通い、奨学金を得てイタリアのミラノに留学した。2年後、イギリスのマンチェスターに移り、そこで生涯を送った 1883年、マンチェスター・スクール・オブ・アートで学び、1887年には同校で教鞭を執った。
彼は多くの公共施設の彫刻、特に戦争記念碑を制作し、ロイヤル・アカデミー、ロイヤル・ハイバーニアン・アカデミー、マンチェスター市立美術館で展示された。彼は一時、地元の彫刻家ジョン・アシュトン・フロイドにアトリエを手助けしてもらったこともあった。 彼のキャリアのほとんどの期間、スタジオはチョールトン＝オン＝メドロックのリンカーン・グローブに置かれていた。
彼の作品の多くはマンチェスターに残っており、ディーンズゲートのジョン・ライランズ図書館の例をはじめ、神学に触発された科学と芸術を表現した3人の人物のグループ（1898年）、図書館の創設者であるエンリケタ・オーガスティナ・ライランズ（1907年）と彼女の夫ジョン・ライランズ（1900年頃）の白い大理石像などがその一例である。  2020年6月7日、キャシディが1895年に制作した奴隷商人エドワード・コルストンの銅像が抗議者によってブリストルの台座から引き倒され、ブリストル港に投げ込まれた。
キャシディは1939年7月19日にホエーリー・レンジのセント・ジョセフ病院で没し、南部墓地に埋葬された。

## 作品

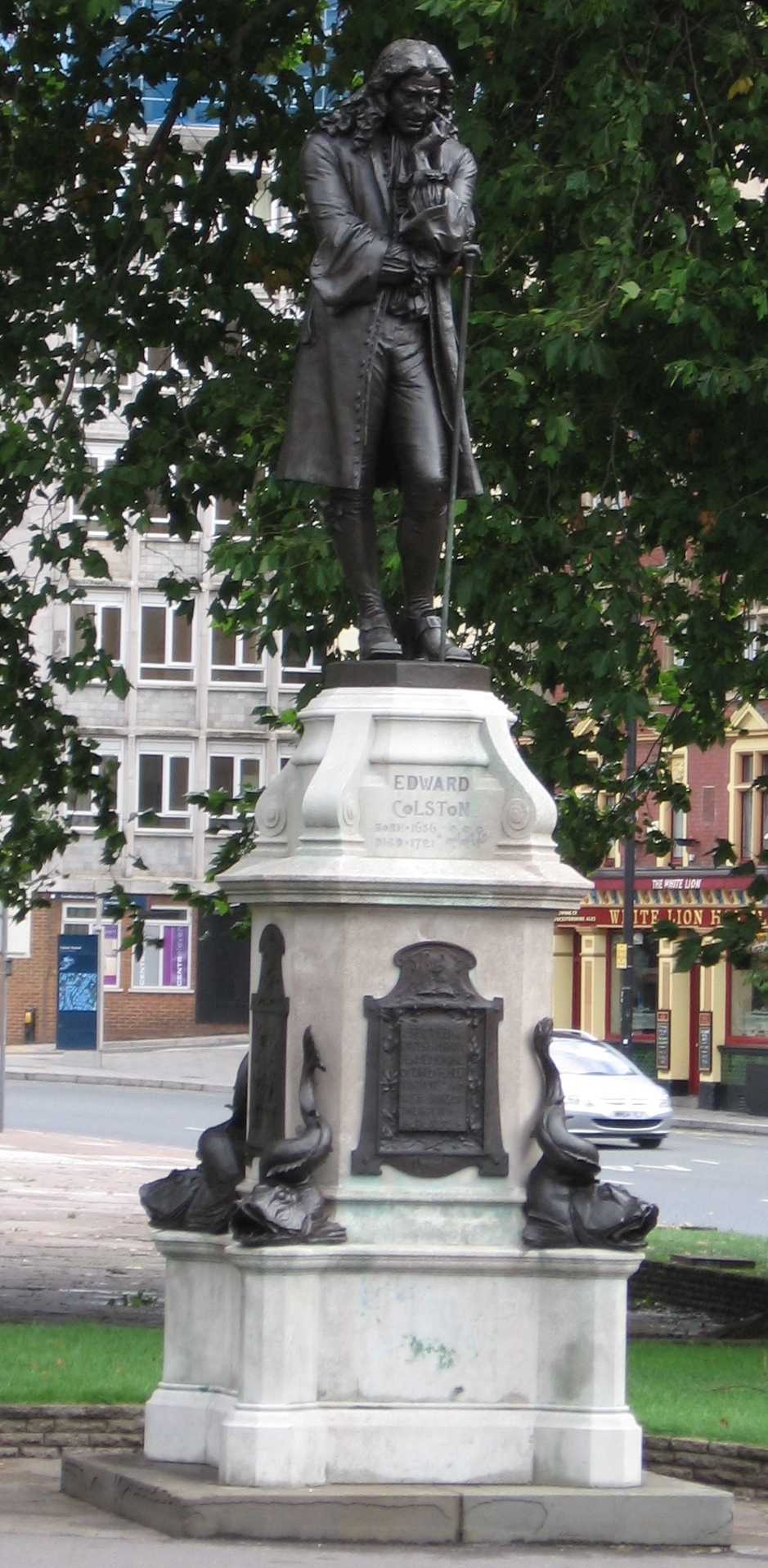
エドワード・コルストンの像、ブリストル
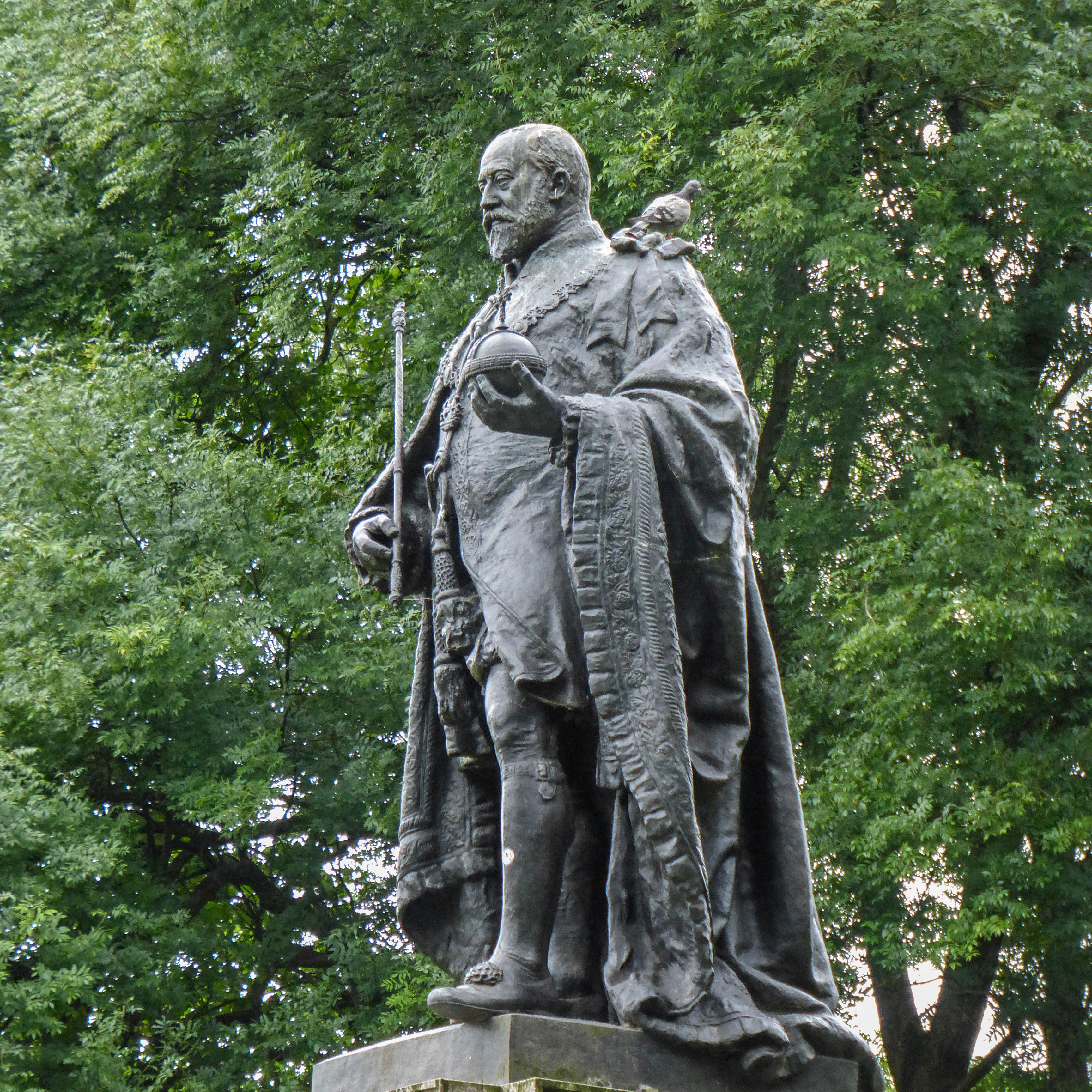
エドワード7世、マンチェスター
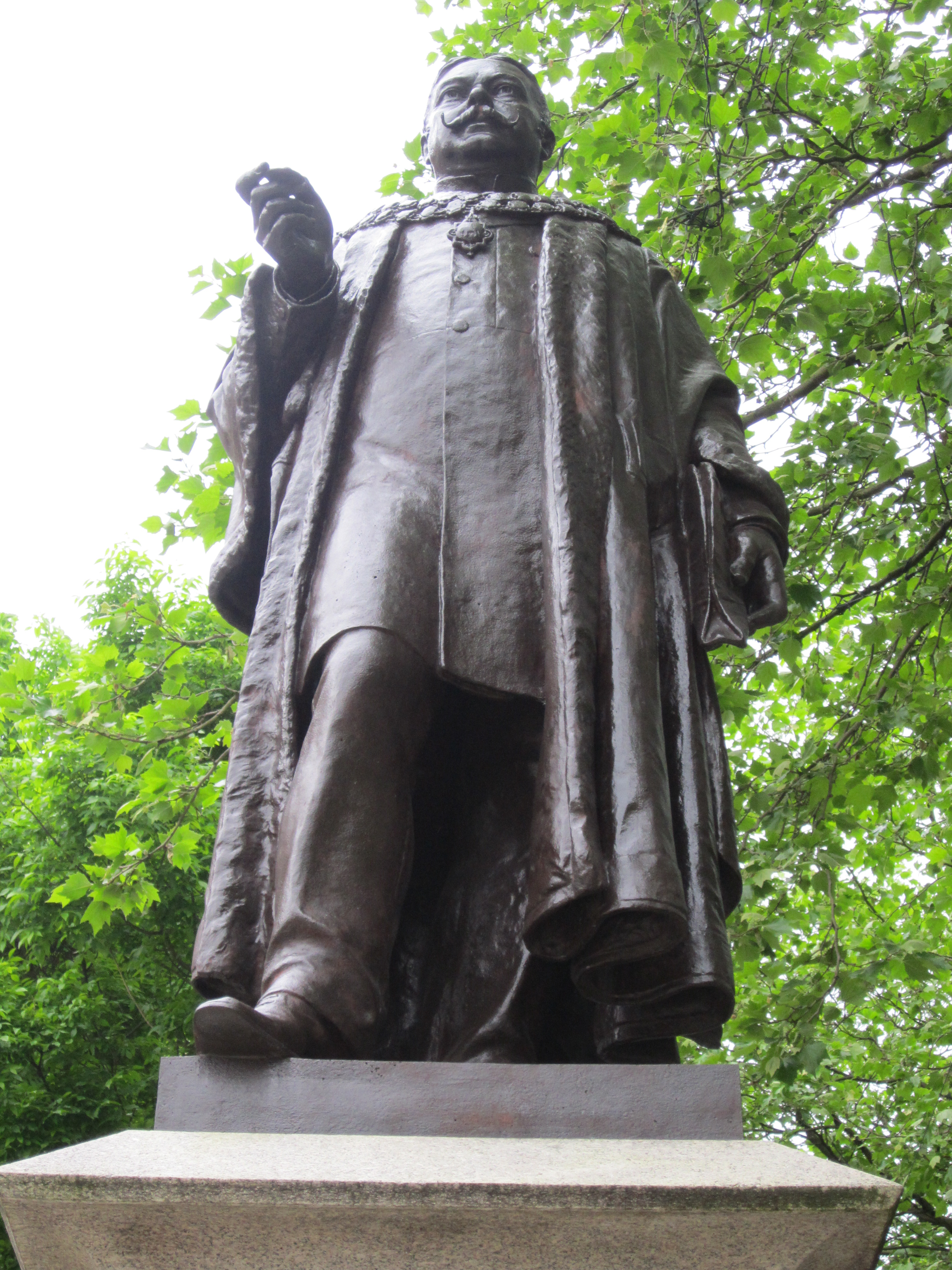
Benjamin Alfred Dobson -ボルトン市長